# Christian Bohr

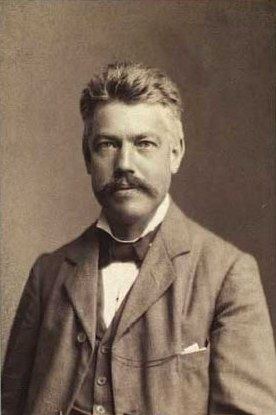
Christian Bohr valamikor 1900 előtt

Christian Harald Lauritz Peter Emil Bohr (Koppenhága, 1855. október 7. – Koppenhága, 1911. február 3.) dán fiziológus, a Nobel-díjas Niels Bohr fizikus, valamint a matematikus és válogatott labdarúgó Harald Bohr apja.

## Élete, pályafutása
Koppenhágában született; szülei Henrik Georg Christian Bohr és Caroline Agusta Lovise Rienestad luteránus hitben nevelték, de Christian felnőtt fejjel ateistává vált.
Az orvosi egyetemet Lipcsében végezte. Első tudományos publikációját (A sósav szerepe a hús emésztésében) már 22 évesen (1877-ben) megjelentette. 1880-ban avatták doktorrá, a témavezetője Carl Ludwig volt. 1886-ban szerezte meg a Ph.D. fokozatot fiziológiából; ezután a Koppenhágai Egyetem professzorává nevezték ki. 1903-ban fedezte fel a róla elnevezett Bohr-effektust.

## Jellemzése
Az átlagosnál kissé tán magasabb volt; kikerekedő arcát sűrű bajusz osztotta ketté. Feltűnően nagy állkapcsát és atletikus alkatát Niels fia is örökölte. Nemcsak elméletben kedvelte a sportokat, de rendszeres anyagi támogatással is segítette az akadémiai labdarúgóklubot, ahol idővel fiai is futballozni kezdtek (Harald az 1908-as olimpián is részt vett).
Politikai nézetei haladóak voltak; sokat tett a nők egyenjogúsításáért. Egyik ilyen tevékenységeként előkészítő tanfolyamokat tartott egyetemre készülő lányoknak. Az egyik ilyen tanfolyamon ismerte meg Ellen Adlert, aki egy tekintélyes zsidó bankár lánya volt; apját többször is beválasztották a Folketing (a dán parlament) alsó-, illetve felsőházába. Miután 1881-ben összeházasodtak, Ellen kikeresztelkedett és feladta egyetemi ambícióit.
A fiatalok eleinte az Adler család házában laktak, nem messze a Christianborg palotától, ahol a Folketing ülésezett; ebben a házban született Jenny, majd Niels. Miután Christiant professzorrá nevezték ki, átköltöztek egy olyan házba, amely a laboratóriumoknak otthont adó Sebészeti Akadémia mellett állt; Harald már ebben a házban született. 1908-ig használták az Adler család birtokát is a Koppenhágától északra fekvő Naerumgaardban; ez arról lett nevezetes, hogy 1907-ben az ifjú Niels Bohr (öccse segítségével) itt írta meg első tudományos dolgozatát, amivel elnyerte a dán akadémia aranyérmét.
Christian Bohr tipikus polgári entellektüelként élt és viselkedett, ezért ateista nézeteit sem hangoztatta — megmaradt az óvatos szkepszisnél. Kedvelte a komoly, vaskos filozófiai műveket; az irodalomban Goethe értő rajongója volt.
A Dán Királyi Tudományos és Irodalmi Akadémia pénteki ülései után barátjával és tagtársával, Harald Høffdinggel rendszeresen betért egy kávéházba, hogy elvitatkozgassanak az élet nagy kérdésein. Idővel csatlakozott hozzájuk harmadik beszélgető partnerként a zseniális fizikus Christopher Christiansen. Miután felhagytak a kávéházba járással, felváltva valamelyikük lakásán ültek össze. Negyedikként a nyelvész Vilhelm Thomsen egészítette ki a kompániát. A baráti társaság beszélgetései nagyban alakították Niels és Harald Bohr szemléletét, gondolkodását.

## Munkássága
Közvetlen szakterülete a légzés vizsgálata volt, és ehhez — az 1880-as években még szokatlan módon — fizikai és kémiai módszereket, kísérleteket is felhasznált. Korának nagy tudományos vitájában, a vitalizmus és a mechanikus evolucionista szemlélet polémiájában erkölcsi alapon (és talán Goethe iránt érzett rajongása miatt is) a vitalizmus pártján állt, és hevesen bírálta Ernst Haeckelt. Sokat dolgozott azon, hogy kísérleti eredményeit összhangba hozza elvi meggyőződésével, de persze nem járt sikerrel.

## Fordítás
- Ez a szócikk részben vagy egészben  a   Christian Bohr című angol Wikipédia-szócikk ezen változatának fordításán alapul.  Az eredeti cikk szerkesztőit annak laptörténete sorolja fel. Ez a jelzés csupán a megfogalmazás eredetét és a szerzői jogokat jelzi, nem szolgál a cikkben szereplő információk forrásmegjelöléseként.